# 濱清

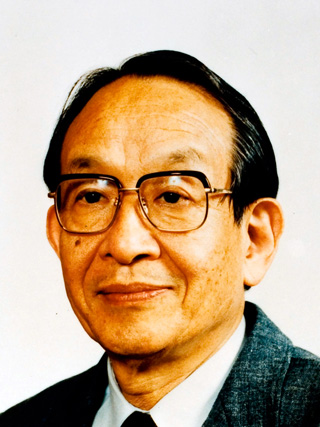
日本学士院より公表された肖像写真

濱 清（はま きよし、1923年1月14日 - 2019年5月21日）は、日本の神経解剖学者。東京大学名誉教授、元生理学研究所長、元岡崎国立共同研究機構長、元日本学士院会員。

## 経歴
福岡市に生まれる。福岡県中学修猷館を経て、1947年、九州大学医学部を卒業。九州帝国大学在学中の1945年8月12日から10月にかけて原子力爆弾投下直後の長崎市で被爆者の救護に当たり、後年この体験を授業や講演等で語っている。
九州大学医学部助手を経て、1956年、九州大学医学部助教授、1958年、広島大学医学部教授、1964年、大阪大学医学部教授、1971年から1987年まで東京大学医科学研究所および生物学研究所教授を歴任。その間、1974年から1976年にかけて、ノースカロライナ大学客員教授も務めている。1988年、早稲田大学人間科学部教授に就任。
1953年、九州大学医学博士。学位論文は「染色動物組織の光学的異方性に関する研究」 。
傍ら、1982年から、岡崎国立共同研究機構の生理学研究所教授を並任し、1983年日本顕微鏡学会会長。1991年、同研究所の所長に就任。1997年4月、岡崎国立共同研究機構長に就任し、1999年3月まで務める。電子顕微鏡を用いた脳神経系研究の開拓者の1人である。
東京大学名誉教授。岡崎国立共同研究機構生理学研究所名誉教授。総合研究大学院大学名誉教授。
1963年、「電子顕微鏡によるシナプスの微細構造の研究」により日本顕微鏡学会学会賞（瀬藤賞）、1965年、日本医師会奨励賞、1990年6月、「神経系の機能形態学：特に超高圧電子顕微鏡による定量的三次元構造解析」により日本学士院賞を受賞し、1996年12月12日、日本学士院会員に選定される。
1986年、「解剖学研究に関する業績」により紫綬褒章、1999年11月、勲二等旭日重光章を受章。
2019年5月21日死去。叙正四位。